# Rodolphe-Théophile Bosshard
Pour les articles homonymes, voir Bosshard.
Rodolphe-Théophile Bosshard est un peintre, dessinateur, graveur et écrivain suisse né le 7 juin 1889 à Morges et mort le 17 septembre 1960 à Chardonne.
Connu en particulier pour ses nus féminins, et également pour ses paysages, il est actif à Paris pendant l'entre-deux-guerres.

## Biographie
Figure majeure de la peinture suisse de la première moitié du XXe siècle, Rodolphe-Théophile Bosshard voit le jour le 7 juin 1889 à Morges, entre Lausanne et Genève. C'est là que sa mère Hélène, Neuchâteloise de souche française, avait rejoint sa propre mère qui y dirigeait une pension pour jeunes filles. Son père Ernst, issu d'une famille d’horlogers zurichois installés en Allemagne, était mort quelques mois avant la naissance du peintre en Pologne — alors russe — où il était employé dans une usine de textiles.

### Enfance et formation
Bosshard, appelé Touli par ses proches, grandit ainsi au bord du Lac Léman avec ses deux sœurs et son frère. Il sera profondément marqué par « l’atmosphère de piété fervente et joyeuse — réformés, les Bosshard appartiennent à l’Église morave. Mais aussi par l'omniprésence des femmes — sa mère, ses sœurs, un essaim de pensionnaires. »
Comme son frère Ernest, Rodolphe-Théophile fréquente le collège de Morges dès 1899, puis il va au Gymnase classique de Lausanne, où il passera son baccalauréat en 1907. Féru de musique, il se plaît à des improvisations au piano avec un réel talent et s’essaye même au violoncelle. La musique et la peinture l'accompagneront d'ailleurs toute sa vie. Ainsi, au gymnase, son portrait de Beethoven, à la craie, fait sensation et restera longtemps au tableau. Le compositeur Bernard Reichel, son cousin, racontera plus tard qu'il partageait souvent l'atelier parisien de Bosshard. Alors que Reichel y composait, son cousin peignait, et parfois Bosshard se mettait au piano et improvisait des valses viennoises.
Mais c'est la peinture qui va accaparer le jeune artiste, ce qui inquiète sa famille. Eugène Burnand, ami de la famille, dira ainsi à la mère du futur artiste : « Voyez-vous Madame, il y a déjà trop de jeunes peintres. Il faudrait tous les noyer comme des petits chats. » Le jeune homme passe outre les craintes de son entourage. En 1907, son baccalauréat en poche, Rodolphe-Théophile, véritable admirateur de Ferdinand Hodler et d'Eugène Carrière, entre aux Beaux-Arts de Genève. Là enseignent Eugène Gilliard, son mentor qui le marquera fortement, Pierre Pignolat, Eugène Martin et David Estoppey. Il se fait des amis, dont le peintre Gustave Buchet, dont il réalisera un portrait par la suite, le musicien et compositeur Frank Martin, les frères Jean et Paul Budry. Après deux ans, Bosshard quitte les Beaux-Arts.

### Paternité et premières expositions en Suisse
En 1910, dans la maison familiale, il rencontre Ingeborg Schammer, une jeune Allemande, qui deviendra sa femme. La rencontre d'Ingeborg l'ouvre aux musées allemands qu'il visitera avec elle et où il découvre l’expressionnisme (à Munich notamment). De cette période datent des œuvres telles sa fameuse Ville folle (1910), Ingeborg Schammer ou cet autoportrait Portrait de l’artiste (tous deux de 1912), marqués par ce mouvement en pleine éclosion dans l’Europe du Nord, à l’instar du fauvisme en France.
C'est aussi en 1910 que Bosshard voyage avec son ami Gustave Buchet, à Paris, où il passe de longues heures au musée du Louvre, puis à Londres. Le Dr Strasser de Zurich est le premier collectionneur qui s'intéresse à ses œuvres durant cette période.
L'année 1914 est décisive pour la carrière et la vie privée de Bosshard : il obtient une bourse fédérale, se marie avec Ingeborg, et devient père de Manon, leur premier enfant. Il reçoit des commandes de tableaux — des portraits auxquels s’ajoutent des nus, des sanguines. Mais c’est aussi le début de la Première Guerre mondiale ; mobilisé — le jeune artiste arrive d'ailleurs en retard à la troupe — il y ronge son frein avant d'être libéré quelques mois plus tard.
En 1915, le peintre s'installe avec sa famille au-dessus de Morges, à Montricher, au pied du Jura suisse. C'est la période de toiles colorées (Maternité rose, 1915) et de paysages (dont Chemin dans les champs, Montricher, 1915), où l’on a pu reconnaître l'influence de Paul Cézanne. Un collectionneur important, le Dr Walter Minnich, s’intéresse à Bosshard à cette époque. Pierre Monay, jeune peintre d'origine française vivant à Morges aussi, rejoint Rodolphe-Théophile en tant qu'« élève-pensionnaire ».
En 1916 naît André, le second enfant du couple Bosshard. Le peintre présente des œuvres à Lausanne, au Salon des artistes romands, ainsi qu'à la galerie dirigée par Paul Vallotton — sa première exposition importante — et à la galerie Marsauche. Une série de ses toiles sera exposée aussi dans une exposition collective au Kunsthaus de Zurich. En 1917, la famille s’installe à Lausanne, où elle vivra dans des conditions précaires. En 1918, le peintre contracte la grippe espagnole qui l'affecte lourdement — une épreuve physique doublée d'une profonde crise personnelle et conjugale. À l'époque, ses œuvres sont présentées lors de plusieurs expositions collectives en Suisse alémanique et romande.

### Tournant parisien et reconnaissance des critiques d'art
Rodolphe-Théophile Bosshard, tourmenté, se sentant à l’étroit en Suisse, part pour Paris en 1920. Pendant quatre années exaltantes — entrecoupées de séjours en famille en Suisse — il restera dans cette ville où convergent tant d’autres artistes étrangers. Si la précarité le poursuit dans des locaux inconfortables à Montparnasse, boulevard Raspail et rue Edgar-Quinet, il travaille beaucoup. Il rencontre la reconnaissance — dans plusieurs expositions, à la Galerie Lucien Vogel ou Briant-Robert — et par les liens qu’il noue avec des artistes tels que Marc Chagall, André Derain, Charles Despiau, Charles Dufresne, Jean Lurçat, Gino Severini et Ossip Zadkine. Il retrouve également des amis suisses : les écrivains Blaise Cendrars et Charles-Albert Cingria, le peintre Charles Clément et les frères Budry.
Bosshard ne passe pas non plus inaperçu des grands noms de la critique culturelle, dont les Jean-Louis Vaudoyer, Florent Fels, Edmond Jaloux, André Salmon, Guenne ou Raymond Escholier. Cette notoriété lui vaudra d’exposer dans la capitale au-delà de ses quatre années parisiennes : en 1925, avec Marc Chagall et Pablo Picasso chez Pierre Chareau-Jeanne Bucher, ou à la galerie Zak avec Amedeo Modigliani. Jusqu’en 1937, on le retrouve aux Salon des indépendants et aux Tuileries. Le musée d'Art moderne de Paris acquiert plusieurs de ses toiles,.
Le peintre n’évolue pas dans cet univers sans en subir les influences : celle, sensible, du cubisme (Escales, 1922), ou du Corbusier et de ses amis (Paysage à Marly, 1923). Mais Bosshard reste lui-même dans des œuvres qui restent marquantes, tels ses grands nus — « des chairs de perle », comme les décrit le critique et historien d'art suisse François Daulte — dans des paysages d’arbres ou de rochers (Nu, lac et arbres, 1922 ; Nu au viaduc, 1924). D'ailleurs le viaduc, le grand nu, Léda et le double nu seront autant de thèmes récurrents dans les œuvres de l'artiste.

### Retour en Suisse
En 1924, enrichi et stimulé par son aventure parisienne, Bosshard regagne la Suisse où l’attend sa famille. Aux Posses, dans un chalet situé au-dessus de Gryon, dans les Alpes vaudoises, il retrouve la montagne, lieu chéri et sujet de choix. Là, quelque peu conforté par un contrat avec un marchand de tableaux, un certain Bertrand, il continue sur sa lancée parisienne. Mais en 1925, c'est la chute du franc français et avec lui, la fin du contrat avec Bertrand. À cette époque, Bosshard travaille énormément : pas moins de 200 toiles au catalogue de Madeleine Bariatinsky. Dont de nombreux paysages de montagne. C'est en 1925 encore que paraît, à Paris, une suite de lithographies de l'artiste pour Le Crépuscule des Nymphes, du poète et romancier Pierre Louÿs.
Un ami de la famille, le banquier René Hentsch, propose un autre arrangement à Bosshard, assorti de la mise à disposition d’une maison à Riex, où malgré des difficultés matérielles, le peintre pourra travailler. Il s'y installe en 1926. Après l’austérité grandiose des Alpes, Bosshard retrouve ainsi la douceur et la lumière de son lac, ce Léman sur lequel il a tant vogué adolescent. Etonnante demeure que cet ancien moulin de Riex, où, à partir de 1927, se presseront, au fil des ans, ses amis, parisiens et suisses et des voisins. Outre des peintres, on y verra, à travers les années des artistes tels André Gide, Paul Claudel, Igor Markevitch ou encore Jean Cocteau, venu y lire de ses œuvres.
En 1926, le peintre voit ses œuvres exposées à Berlin, à Paris, à New York. Et son ami Paul Budry publie une étude sur lui dans la revue parisienne Pages d’Art. C'est aussi une époque marquée par la présence de la jeune Sonia, modèle de plusieurs nus importants. Aux toiles d'architectures du vignoble de Lavaux s’ajoutent ainsi de très beaux nus (comme le Nu couché à la jaquette rouge, musée d'Art moderne de Paris). Apparaissent aussi de nombreuses natures mortes de fruits — leitmotiv qui sera présent jusqu’à la fin de la vie de l’artiste. C'est à cette époque qu'un grand collectionneur, l’avocat Alfred Loewer de la Chaux-de-Fonds, s’intéresse à la peinture de Bosshard.
En 1928, l'artiste signe deux contrats avec les galeries Zak et Bernheim, à Paris. La galerie Paul Vallotton à Lausanne expose des œuvres du peintre en juin de la même année.

### La mini-Académie de Riex et des œuvres mystiques
En 1929, pour un an et demi, Bosshard ouvre une mini-Académie, composée d’une dizaine d’élèves et d'admirateurs dans son atelier de Riex. À cette époque, aux côtés de commandes de plusieurs portraits de la famille du collectionneur Loewer et d'illustrations (dont pour le Chant des pays du Rhône de Charles Ferdinand Ramuz, qui paraît en 1931), le thème du religieux fait son apparition dans l'univers du peintre, avec des toiles empreintes de monumentalité intitulées Calvaire, Bouddha, Sainte Cène, ou encore le fameux Socrate mourant (1930), Crucifixion (1930), ainsi que Vivekananda (1930) — toile récompensée par le prix Carnegie en 1930 (aujourd'hui conservé à la Fondation de l'Hermitage. Suivra encore Le Prophète (1931), massif, impressionnant,.
D’un voyage en Bretagne durant cette période, Bosshard tire Lettres de Bretagne (parues en 1930 dans la revue Aujourd’hui). Auguste Sandoz publie un petit volume consacré à l'artiste. La même année, la galerie Paul Vallotton lui consacre une exposition individuelle à Lausanne.

### Expositions et découverte de la lumière grecque
En 1931 suivent une série d’expositions à Paris, ainsi qu'à Genève, à la galerie Moos. Aux États-Unis, plusieurs de ses toiles sont intégrées à une tournée de l’exposition Carnegie. Cette année, Bosshard est aussi appelé à Paris pour réaliser des portraits. Mais il doit rentrer après trois mois, pour raisons de santé. En 1932 paraît la première monographie importante sur le peintre, le Bosshard de Paul Budry, dans une édition de luxe et des photographies en noir et blanc, aux Éditions romanes de Lausanne.
En 1933, l'artiste part pour la Grèce, dont il découvre la magie de la lumière. Un éblouissement qu’il partage avec son frère. C'est aussi l'année d'une série d’expositions de ses toiles, aux galeries Zak, au Jeu de Paume, à Paris et au musée des Beaux-Arts de Winterthour. Sa production est marquée par le Portrait à la fourrure. Cette œuvre trouvera ainsi sa place dans de nombreuses expositions en Suisse par la suite (musée Jenisch, 1949 ; musée cantonal des Beaux-Arts de Lausanne, 1962 ; musée Jenisch, 1970 ; galerie Paul Vallotton, 1978 ; Fondation de l'Hermitage, 1986). C'est en 1933 également que l'artiste fera la connaissance du Corbusier et de Jean Cocteau.
En 1934, le souvenir de la Grèce est encore bien présent. Notamment dans la décoration murale que le Fonds des arts plastiques de la Ville de Lausanne lui commande pour l’École supérieure communale de jeunes filles (aujourd'hui collège de Villamont) qu'on peut toujours y voir dans le cadre de visites commentées. Le thème choisi porte sur les muses, quatre grandes figures dans une tonalité ocre, hiératiques et sculpturales,. La même année, il réalise de nombreux paysages de Grèce sur des croquis rapportés de voyage, dont ce Nu couché (musée d'Art et d'Histoire de Genève).
L'année 1935 est encore celle de réalisation de nombreux nus, puissants — comme le Nu accoudé (musée cantonal des Beaux-Arts de Lausanne) — et de bouquets de fleurs. En mai, une exposition lui est consacrée au Palais de l’Athénée, alors propriété de la Société des arts de Genève. D’un second voyage en Grèce et dans ses îles, en 1936, Bosshard tire toute une série de paysages (Maison rose à Tinos, Panomeria). Il exposera ainsi des œuvres sur les Cyclades à la galerie Paul Vallotton à Lausanne et à la galerie Zak à Paris — qui organisera une ultime exposition de ces toiles en 1937. La même année, la Kunsthalle de Berne lui consacre une grande exposition. Cette année aussi, le peintre voyage en Algérie, d’où il ramène des paysages de montagne (Montagne au Sahara), ainsi que des portraits de jeunes femmes de la tribu Ouled Naïl (Kenia I et II). C'est aussi l'époque où apparaît dans ses toiles thème des branches cassées.

### De la Corse au Tessin
En 1938, deux toiles de Rodolphe-Théophile Bosshard figurent à la Washington Gallery of Modern Art lors d’une exposition consacrée aux fleurs et aux fruits. Ses œuvres sont ainsi exposées aux côtés de grands noms de la peinture et de la sculpture tels Chagall, Fantin-Latour, van Gogh, Renoir ou encore Braque. La même année, il réalise — avec sa nièce Claire-Irène Wahlther — une commande de la Société vaudoise de crémation (SVC) : une grande mosaïque pour le crématoire de Vevey, qu'on peut toujours y voir, « Deux archanges aux ailes déployées tendent vers l'au-delà leurs mains chargées de l'urne sacrée », comme le décrira l'auteur du Bulletin technique de la Suisse romande consacré à ce crématoire. La même année, Bosshard voyage à Ravenne, et découvre la Corse et Marseille. Puis, il tombe gravement malade, atteint d'une pneumonie dont il se remettra lentement.
En 1939, il passe sa convalescence avec Ingeborg à Gandria au Tessin, puis à Rome — avant l’entrée en guerre de l'Italie — où le poète et collectionneur Maurice Sandoz lui commande deux grands panneaux pour une villa. Entre 1941 et 1943 a lieu une série d’expositions de l'artiste en Suisse (à Lausanne, Neuchâtel, Zurich et Bâle). Privé de l’ouverture sur l’étranger par la Seconde Guerre mondiale, Bosshard effectue à nouveau des séjours dans l'Engadine, à Gandria puis à Promontogno. Il organise aussi une exposition à Riex, dans son moulin, qui rencontre un grand succès.
Installé à Bissone, il peint et prépare des illustrations de livres. Bissone restera d'ailleurs un lieu de création jusqu'en début 1944. Inspiré par l'architecture de la ville apparaît ainsi le thème des arcades, souvent repris par l'artiste.

### Déménagement à Chardonne
En 1944, le couple Bosshard déménage du moulin de Riex pour une petite maison à Chardonne, mise à leur disposition par la famille Pelot. La même année est publié, dans une édition de luxe (aux Éditions d'Art Pierre Gonin), le Phèdre de Racine avec des illustrations de l'artiste. Et en 1944 encore, paraît Sanctuaires de la Grèce antique et Byzantine, d’Ernest Bosshard, son frère, avec des dessins du Bosshard.
En 1945, la paix est revenue. À nouvelle demeure, autres visiteurs : la maison de Chardonne accueille, entre autres, le jeune poète Philippe Jaccottet, l'écrivain et historien André Chamson ou encore Vercors. En 1946, Bosshard peint le Nu aux Oiseaux avec d'autres variations nouvelles sur le thème du nu, et également de nombreux bouquets. Paris accueille à nouveau le peintre suisse, à la galerie Denise René en 1947. Un souffle de tragique apparaît sur nombre de ses gouaches du Tessin comme sur quelques nus devant des maisons calcinées.

### Apparition de l'abstraction
1947 est aussi l’année où Bosshard désarçonne certains de ses admirateurs en s’engageant sur une voie nouvelle : des végétaux, des minéraux (Cristal, collection Hentsch) et bientôt des voiles, mais aussi des architectures décomposées. Tous ces motifs annoncent l’abstraction, qui ne sera jamais intégrale chez lui. Une voie qui se prolongera en 1948 dans le grand Essai pour une salle de musique. D'ailleurs, 1947 marque un tournant important pour Bosshard : Madame Hentsch (de la famille de banquiers et collectionneurs d'art genevois) lui achète une première toile (le premier Cristal justement) — le début d'une large collection. En 1949, deux expositions veveysannes des œuvres de Bosshard — l’une au musée Jenisch, l’autre à la galerie Arts & Lettres — saluent les 60 ans du peintre. La même année, il voyage en Italie. En 1950, la collection Hentsch (47 toiles de Bosshard) est exposée au musée Rath à Genève. Puis, en 1951, l'artiste poursuit sur sa lancée des paysages tragiques. Cette année-là a lieu également la dernière exposition de ses toiles à la galerie Drouand-David, faubourg Saint-Honoré à Paris. En 1952, Bosshard peint le Portrait de Mme Françoise Pelot exposé à plusieurs reprises par la suite, notamment à la Fondation de l'Hermitage lors de la grande rétrospective de ses œuvres en 1986. Apparaissent de nouveaux thèmes dans sa peinture : Dunes et Archipel.
En 1953, Bosshard voyage en Provence puis en Italie, où deux expositions (Gênes, Florence) le font connaître au public transalpin. C’est aussi l’année de la rencontre avec Charlie Chaplin, son voisin de Corseaux. Celui-ci sera aussi un de ses collectionneurs avisés, même s'il refusa le portrait de sa femme  (Portrait de Mme Oona Chaplin, 1954, Vevey, musée Jenisch). Le cinéaste, dit-on, n’y reconnaissait pas son épouse. En 1954, il retourne à Venise, puis à Majorque. Cette année, la Maison de la Radio, à Lausanne, lui commande un grand panneau mural.

### Dernières années et expositions
Aux côtés de travaux abstraits, Bosshard effectue un retour au figuratif : nus aériens, nombreuses natures mortes légères et transparentes. En 1956, il peint sa dernière toile de Grèce, Camatero (collection Spagnol) et fait un voyage à Ibiza. Mais Bosshard est atteint dans sa santé et se déplace de plus en plus difficilement. En 1957, la Mutuelle Vaudoise, compagnie d’assurances, lui commande un grand triptyque de cristaux. De la même année est issue une suite de vases, comme ces Deux vases. En 1958, lors d'un séjour à Puerto d'Andratx, sur l'île de Majorque, Bosshard revient au thème des maisons. À son retour, il expose à la galerie 53 à Morges et il peint une nouvelle suite de toiles, intitulées Mythologique, dont le Mythologique III.
En 1959, malgré la fatigue, il aura encore une importante exposition — la dernière de son vivant — à la galerie du Vieux Montreux de l'époque (ancêtre de l'actuel Musée de Montreux). C'est l'année de création d'admirables natures mortes, et de ce Portrait d'Ester Mayu - Buste (musée cantonal des Beaux-Arts de Lausanne). Puis il se limite au dessin jusqu'à la fin de sa vie.
Rodolphe-Théophile Bosshard meurt le 17 septembre 1960 à Chardonne. Il est enterré au cimetière du village.

## Rétrospectives notables
- En 1962, une rétrospective d'œuvres de Rodolphe-Théophile Bosshard était présentée au musée cantonal des Beaux-Arts de Lausanne, en présence du président suisse, son ami Paul Chaudet[3]. C'est aussi l'année de la parution de l'ouvrage R.-Th Bosshard[12], signé Madeleine Bariatinsky et Romain Goldron, comprenant de nombreuses illustrations et des textes du peintre (Éditions du Verseau)[12].
- En 1970, le musée Jenisch à Vevey organise une exposition rétrospective des œuvres de Bosshard. En 1985, à l'occasion du 25e anniversaire de la mort de l'artiste, c'est la Fondation de l'Hermitage qui lui consacre une grande exposition. En 2009, 50 ans après son décès, le musée de l'abbatiale de Payerne lui consacre une grande rétrospective de 120 tableaux, dont certains jamais exposés jusque-là[18].

## Expositions
Depuis la disparition de l'artiste, de nombreuses expositions personnelles et collectives lui ont été consacrées, en Suisse et à l'étranger, dont la plus récente, intitulée « R.-Th. Bosshard - Visions d'ailleurs » à Corseaux sur Vevey en 2022 (du 17 mars au 30 octobre).

## L'association Rodolphe-Théophile Bosshard
Créée en janvier 2009, l’Association Rodolphe-Théophile Bosshard s'est fixée pour principal objectif d’honorer la mémoire du peintre, de contribuer au rayonnement de son œuvre, mais aussi d’organiser des expositions et conférences en lien avec son travail. L'association a également entrepris la réalisation d'un catalogue raisonné de ses peintures, disponible en ligne dans un premier temps, mais qui fera ultérieurement l'objet d'une publication. Elle gère aussi le droit moral de l'artiste et délivre, après examen, les certificats d’authenticité des œuvres de Bosshard.

## Œuvres
- Genève, Petit Palais :
  - Nu couché, 1952[20] ;
  - Les Posses, 1925 ;
  - Dévaloir, 1925 ;
  - Nus au viaduc, 1924 ;
  - Nu à la draperie, 1930 ;
  - Escales, 1922 ;
  - Paysage valaisan - Valère, 1925 ;
  - Femmes nues au bord de la mer ;
  - La Rivière ;
  - Aqueduc ;
  - Léda ;
  - Baigneuse ;
  - Paysage de rêve ;
  - Nu aux cavaliers ;
  - Paysage ;
  - Nu de dos ;
  - Nus allongés.